# Eruca Sativa (groupe)
Pour les articles homonymes, voir Eruca sativa.
Eruca Sativa est un groupe de rock alternatif argentin, originaire de Córdoba. Formé en 2007, il comprend Luisina « Lula » Bertoldi (guitare et chant), Brenda Martin (basse et chant) et Gabriel Pedernera (batterie et chant).

## Biographie

### Débuts
Les trois membres sont issus de groupes à la notoriété underground locale. Vers le mois d'août 2007, ils décident finalement de donner forme à un projet commun sous le nom de Oruga. Ils décident cependant de changer de nom pour celui d'Eruca Sativa, qui est le nom scientifique désignant une plante, également connue sous le nom de chenille dans certains pays,. Le 5 décembre, ils effectuent leur premier concert à El Galpón.
Tel que défini par ses membres, « c'est un trio dans lequel le tout est plus que la somme de ses parties. » Au début de 2008, ils enregistrent leur premier EP dans un studio de Córdoba. Quatre de ces morceaux — Frío cemento, Lo que no ves no es, Foco reprise des Beatles, Eleanor Rigby — seront repris dans leur premier album. Cet EP est sélectionné par l'émission de radio El show de la noticia, animée par Roberto Pettinato (radio La 100 de Buenos Aires). 

### La CarneetEs

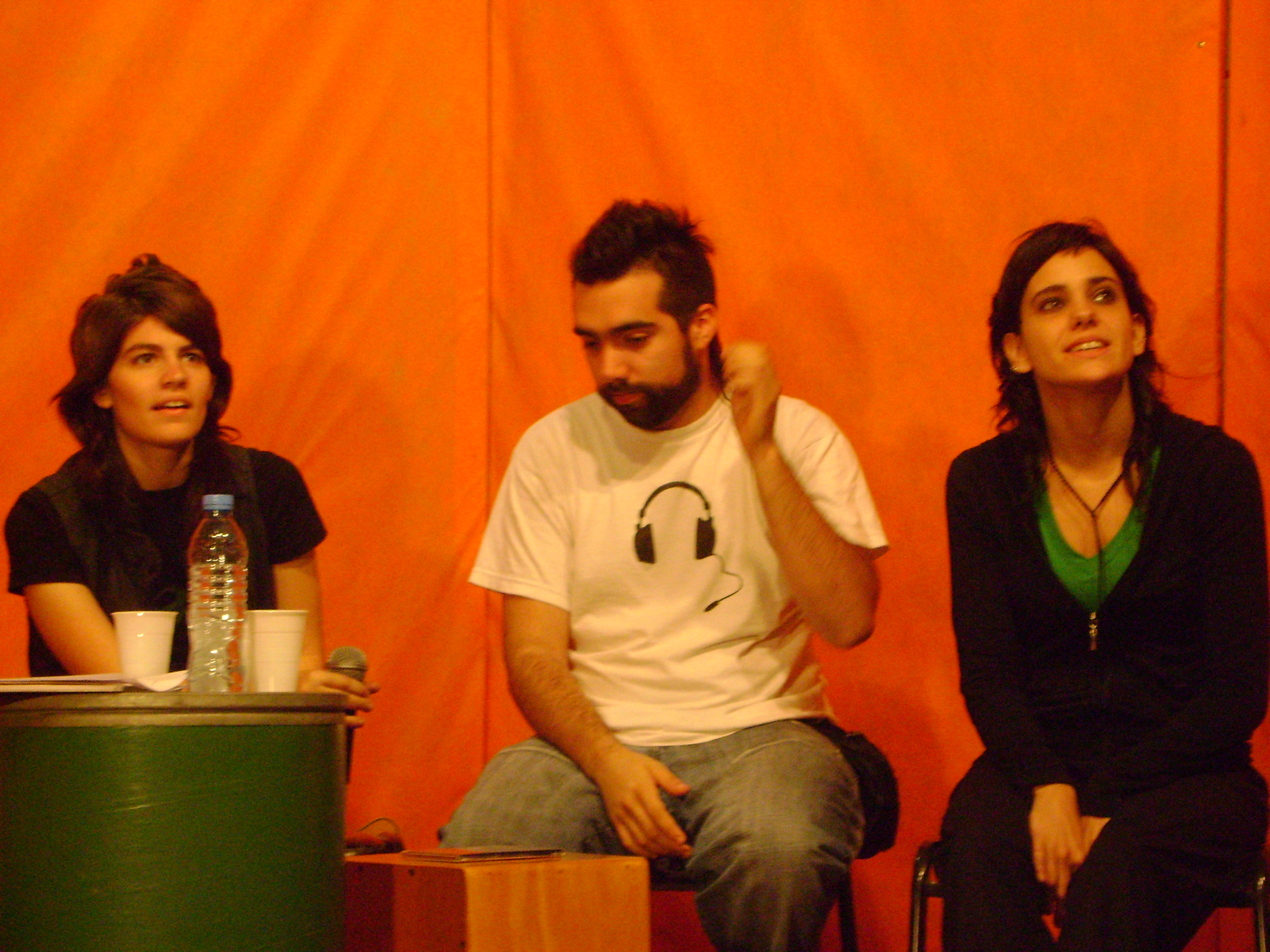
Eruca Sativa en entretien en 2008.

Au milieu de la même année, ils sortent leur premier album, La Carne, produit par le groupe et contient douze chansons. Il est enregistré, mixé et masterisé aux studios MCL Records à Villa Ortúzar, Buenos Aires. Il engendre les singles Marca tus marcas et Para nadie. En novembre 2008, la municipalité de Córdoba décerne trois prix au groupe : meilleur groupe de rock, révélation de l'année, et meilleure production rock de l'année. En 2008 et 2009, le groupe effectue une tournée dans le pays en promotion de son premier album. Il joue à Cordoue, Santa Fe, Entre Ríos, San Juan, et dans la capitale fédérale. Ils participent également à l'édition 2009 du Cosquín Rock, partageant la scène avec des groupes comme Deep Purple, Almafuerte et Los Cafres, entre autres.
Leur popularité se confirme avec des prestations au Casa Babylon (Córdoba), au Cavern Club (Buenos Aires) et à Willie Dixon (Rosario), toutes jouées à guichet fermé. Selon le groupe, sa popularité qu'il a acquise en si peu de temps est due à l'auto-diffusion qu'ils font sur Internet. « On était très attentifs au phénomène Internet. Lula est responsable de notre page Myspace, et on est toujours en contact avec les gens, on discute, on met à jour », explique Brenda Martin. En janvier 2010, leur album La Carne est réédité, les 1 000 premiers exemplaires étant épuisés. En date, 2 000 exemplaires ont été vendus.
Le 3 janvier 2010, le groupe commence l'enregistrement d'un deuxième album studio, qui dure deux mois. Pour cette nouvelle étape, la bassiste Brenda Martin s'installe à Buenos Aires, où Lula Bertoldi et Gabriel Pedernera étaient déjà depuis 2008. L'album, intitulé Es, est publié le 20 août 2010. Il comprend quatorze morceaux enregistrés aux studios MCL Records, comme pour son prédécesseur, La Carne. Titi Rivarola et David Lebón participent à l'album. La présentation officielle de l'album s'effectue au pub Willie Dixon dans la ville de Rosario. Leur tournée s'effectue à Córdoba, San Juan, Mendoza, Buenos Aires, et La Plata. À la fin 2010, ils sont élus meilleur groupe national au journal Clarín. Ils sont également récompensés au El Bombardeo del Demo, émission de radio de Rock & Pop, et dans l'émission Banda Soporte.

### BlancoetHuellas digitales

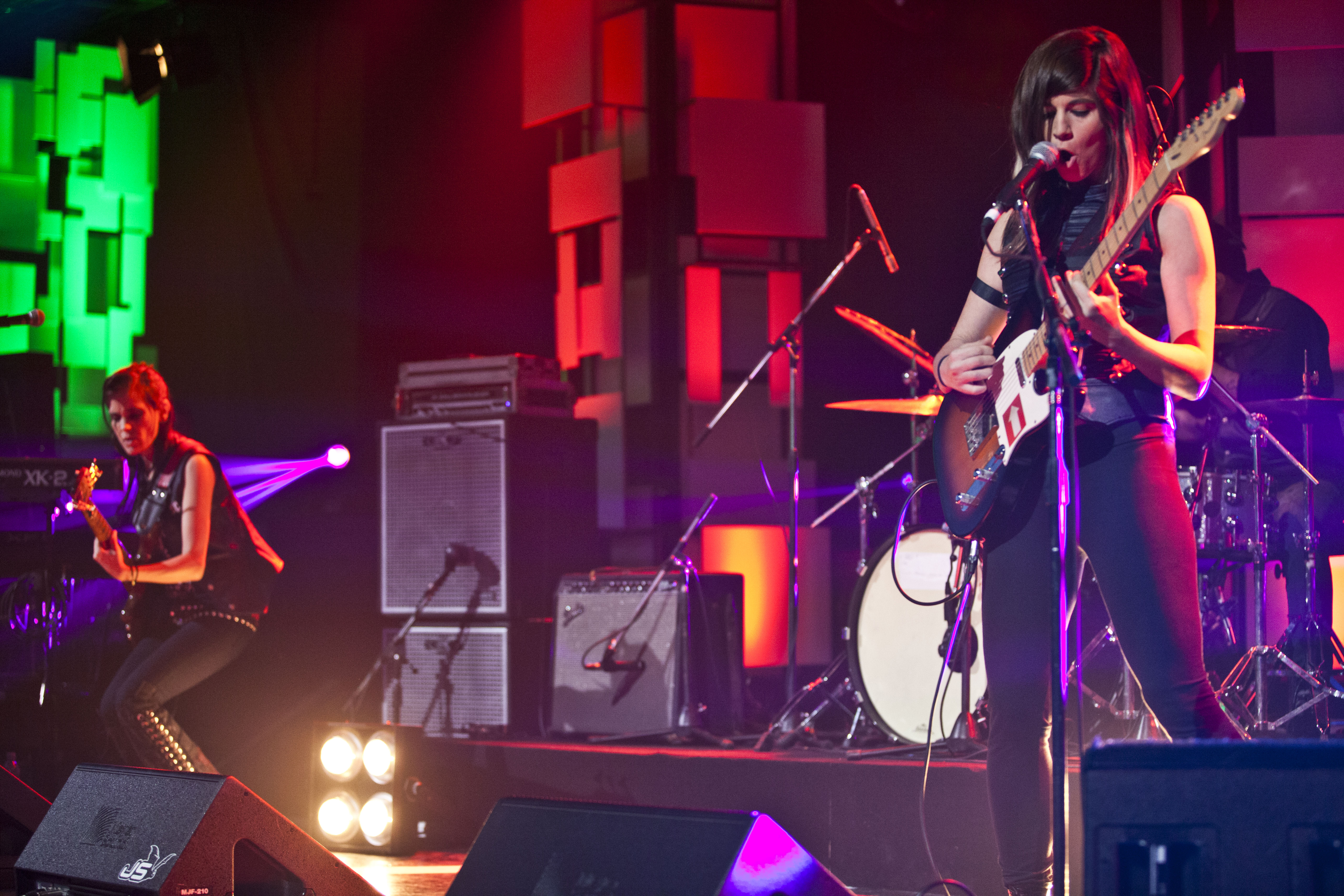
Eruca Sativa pendant un concert en hommage à Gustavo Cerati intitulé Siempre es hoy en septembre 2014.

Au cours de l'année 2011, le groupe commence à composer des chansons pour leur troisième album ; ils terminent en juillet 2012, à nouveau aux studios de MCL Records. En septembre 2012, ils publient le premier single de l'album, Fuera o más allá. Le 1er novembre de cette année, l'album, intitulé Blanco, est publié. La présentation officielle se déroule le 3 novembre au Teatro Vorterix. L'album comprend quinze morceaux, et fait participer pour l'occasion Fito Páez dans l'un d'eux. Selon le magazine Rolling Stone, le style musical de l'album est influencé par Black Sabbath, Led Zeppelin et Them Crooked Vultures.
Les 1er et 2 août 2014, le groupe se produit au Teatro Opera, offrant un spectacle électro-acoustique. Pendant le spectacle, ils incorporent une section aux chœurs, d'instruments à vent, de percussions et de claviers ; en outre, le groupe est chargé de rejouer chacune des chansons qui ont été jouées (de leurs trois premiers albums : La Carne, Es et Blanco), avec une version de Blanco non publiée. Para que sigamos siendo, Mi apuesta et El Balcón sont aussi joués et appartiennent à leur nouvel album Huellas digitales, sorti en format CD/ DVD le 21 octobre cette même année. Le spectacle est présenté sur une tournée qui comprend différentes parties du pays et à l'international.
Le 18 janvier 2015, ils ouvrent pour Foo Fighters à La Plata. En février, ils participent aux festivals Cosquín Rock (15e édition) et Rock en Baradero. Enfin, leurs présentations culminent avec un spectacle au Teatro Vorterix. Le groupe reprend son activité scénique en annonçant une date au stade Luna Park pour la première fois pour le mois d'octobre. Aussi, un nouveau single, intitulé Nada salvaje est publié et un quatrième album studio est annoncé et publié en novembre 2016.

### Barro y fauna
Dans les premiers jours de novembre 2016, Armas gemelas est publié ; il s'agit du premier single de ce deviendra le quatrième album studio du groupe, intitulé Barro y fauna. L'album est enregistré entre août et septembre à Los Angeles, et publié le 25 novembre la même année. Il comprend 14 chansons, et fait participer Adrián Sosa à la production. D'autre part, en plus de leurs présentations à travers le pays, ils sont invités à jouer à Cuba pour la première fois dans le cadre du Patria Grande Festival, avant la sortie du nouvel album. Ils participeent à la première édition mexicaine du festival Cosquín Rock, qui reviendra dans ce pays en février 2017. L'album est présenté dans une tournée qui les emmènera dans tout le pays et dans d'autres pays tels que le Mexique, le Chili, la Colombie, l'Espagne et l'Uruguay.

## Style musical
Le groupe définit son style musical de rock fusion ou rock alternatif, caractérisé par différents éléments issus du rock, du funk, du blues et du grunge. Sur Myspace, ils disent s'inspirer de System of a Down, Soda Stereo, Primus, Divididos, Guns N 'Roses, Nirvana et Red Hot Chili Peppers.

## Membres
- Lula Bertold - chant, guitare
- Brenda Martin - basse, guitare, chant
- Gabriel Pedernera - batterie, guitare, chœurs

## Discographie
- 2008 : La Carne
- 2010 : Es
- 2012 : Blanco
- 2014 : Huellas Digitales
- 2016 : Barro y fauna

### Singles
- 2014 : El Balcón
- 2014 : Mi apuesta
- 2015 : Nada salvaje
- 2016 : Armas gemelas

## Distinctions

### Premios Gardel
| Année | Nomination        | Categorie                              | Résultat   |
| ----- | ----------------- | -------------------------------------- | ---------- |
| 2013  | Blanco            | Meilleur groupe de rock                | Nommé      |
| 2015  | Huellas digitales | Meilleur DVD/album d'un groupe de rock | Nommé      |
| 2016  | Nada salvaje      | Meilleur clip                          | Récompensé |
| 2017  | Barro y fauna     | Meilleure production de l'année        | Récompensé |
| 2017  | Barro y fauna     | Meilleure album de rock                | Récompensé |
| 2017  | Armas gemelas     | Chanson de l'année                     | Nommé      |